# Caps de les Pitiüses

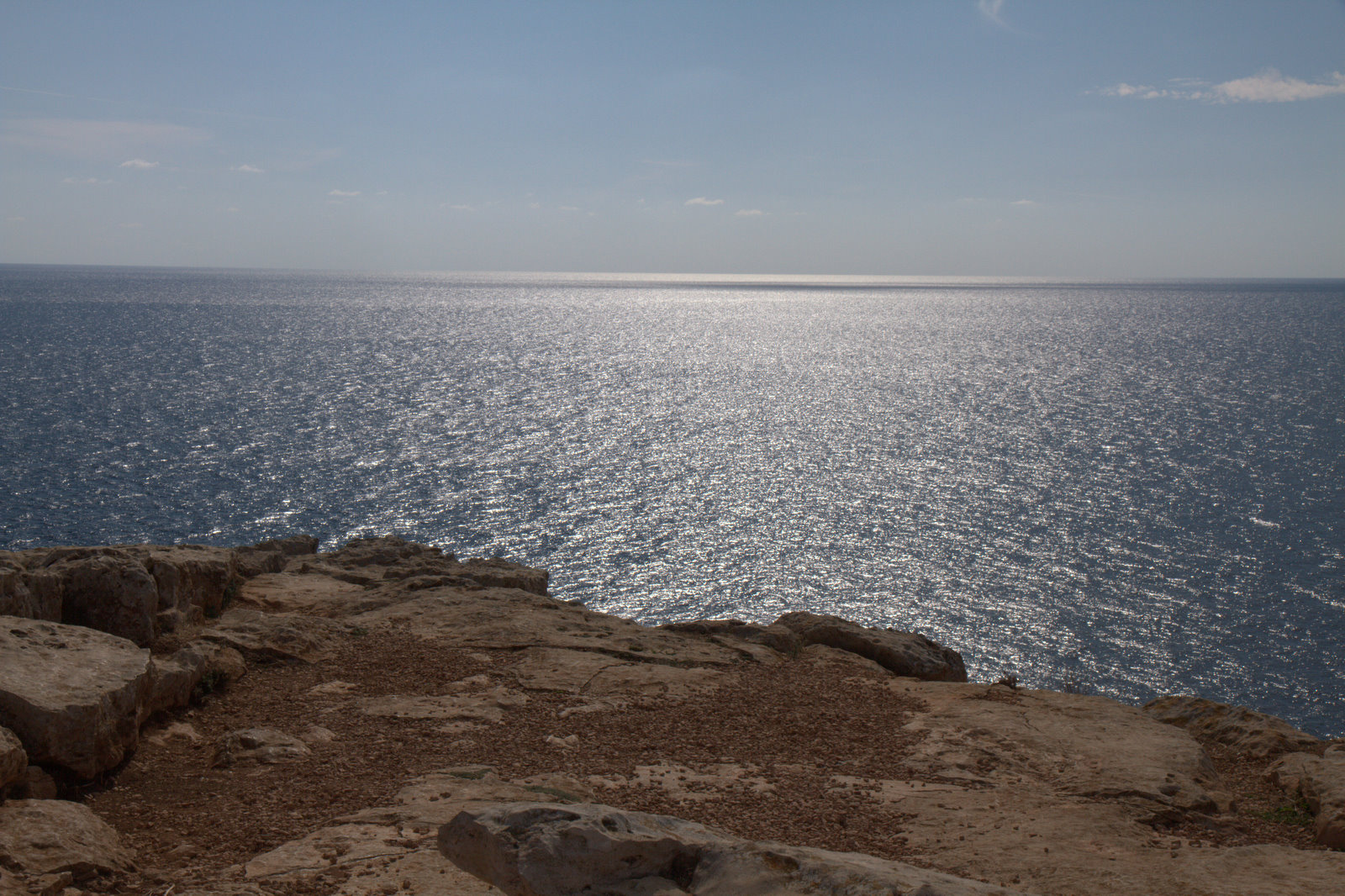
Cap de Barbaria

Un cap o punta és un accident geogràfic format per una massa de terra que es projecta mar endins.

## Illa d'Eivissa
- Punta des Corbmarí.[2]
- Punta de la Rama.[3]
- Punta Roma.[4]

### Eivissa (municipi)
- Punta de sa Calç. Ubicat a l'est del terme de la Vila d'Eivissa.[5]

### Sant Antoni de Portmany
- Cap des Mossons (o cap d'Aubarca o punta Roja).[6]
- Cap Negret.[7]
- Cap Nunó.Cap i puig de 275 metres d'altitud, ubicat al nord de la badia de Portmany.[8]
- Punta de sa Torre.[9]
- Punta de sa Torreta.[10]
- Punta de sa Galera.[11]

### Sant Carles de Peralta
- Punta de Ca sa Jaia des Pou, a Sant Carles de Peralta.[12]
- Punta de sa Cadena. Separa el racó des Pouet i cala Pada.[13]
- Punta des Llaüts.[14]

### Santa Eulària des Riu
- Cap de Campanitx.[15]
- Cap des Llibrell, a la vénda de cala Llonga.[16]
- Punta d'en Valls.[17]
- Punta des Andreus.[18]
- S'Església Veia.[19]

#### Tagomago
Tagomago és un illot situat a l'extrem nord-oriental de l'illa d'Eivissa, davant de la punta d'en Valls, al municipi de Santa Eulària des Riu.
- Punta de sa Cabra (o punta de s'Escull d'en Bet), ubicada a l'extrem nord.[21]
- Punta de sa Rajola o punta des Llavions.
- Cap de Xaloc.[20]

### Sant Joan de Labritja
- Punta de s'Aigua.[22]
- Punta de sa Creu (o cap de Balansat).[23]
- Punta de sa Ferradura.[24] Tanca per ponent el port de Sant Miquel.[25]
- Punta des Jonc. Punta de la costa de Sant Vicent de sa Cala.[26]
- Cap des Llamp (o punta Grossa).[27]
- Punta Marès. Per l'oest tanca la cala de Portinatx.[28]

### Sant Josep de sa Talaia
- Cap Alt, situat al vessant sud-oest del puig des Falcó.[29]
- Cap Blanc, de color blanc pels materials argilencs que el formen.[30]
- Cap des Falcó.[31]
- Cap des Jueu. S'hi troba la vella torre de guaita des Savinar.[32]

#### Sa Conillera
- Punta des Cavall (o punta de Mestral des Cavall), a l'extrem nord.
- Cap des Blancar, a l'extrem sud.
- Punta des Estufadors, al sud.
- Punta des Grum de Sal.
- Cap de s'Àguila, al nord.[33]

## Formentera
- Cap de Barbaria (o es Cap),[34] envoltat per una vénda que porta el mateix nom.[35]
- Punta de s'Alguer, prop d'es Pujols.[36]
- Punta de sa Gavina.[37]
- Punta Llarga de l'embarcador des Caló.[38]
- Punta Prima, a Sant Ferran.[39]

### Zona d'es Pujols
- Punta Alta.[40]
- Punta Alta de sa Pedrera d'en Coix.[41]
- Punta de s'Alguer.[36]

### La Mola
- Punta de Llençó, ubicada als penya-segats del vessant nord-est.[42]
- Punta de s'Alfàbia, situada a la costa de migjorn.[43]
- Punta de sa Creu.[44]
- Punta Roja (Formentera).[45]
- Punta de sa Ruda.[46]
- Punta de la Xindri.[47]

### S'Espalmador
Illa de la parròquia de Sant Ferran de ses Roques, inclosa al Parc natural de ses Salines.
- La Punta des Llanxó.[48]
- La Punta des Pas (o de ses Savines) n'és l'extrem meridional.[49]

### S'Espardell
Aquesta illa pertany al municipi de Formentera i està inclosa en el Parc natural de ses Salines.
- Punta de Migjorn. És al sud de s'Espardell.
- Punta de Tramuntana, situada al nord.
- Punta de Galera, ubicada a l'est.[51]